# 도쿠지
도쿠지(徳治, とくじ)는 일본의 연호(元号) 중 하나이다.
- 전후 : 가겐(嘉元) 이후 - 엔쿄(延慶) 이전.
- 시기 : 1306년 ~ 1307년
- 천황 : 고니조 천황, 하나조노 천황
- 쇼군 : 가마쿠라 막부의 히사아키 친왕
- 싯켄 : 호조 모로토키

## 개원(改元)
- 가겐 4년 12월 14일(율리우스력 1307년 1월 18일), 천변에 의해 개원.
- 도쿠지 3년 10월 9일(율리우스력 1308년 11월 22일), 엔쿄로 개원된다.

## 출전
- 『춘추좌씨전』의 「能敬必有德。德以治民，君請用之」.
- 『후위서』의 「明王以徳治天下」 등.

## 서력과의 대조표
| 도쿠지 | 원년   | 2년    | 3년    |
| ------ | ------ | ------ | ------ |
| 서력   | 1306년 | 1307년 | 1308년 |
| 간지   | 병오   | 정미   | 무신   |

## 같이 보기
- 일본의 연호 일람

| 이전 가겐 | 일본의 연호 1306년 ~ 1308년 | 다음 엔쿄 |